# Handball-Bayernliga 1973/74
Die Saison 1973/74 der Handball-Bayernliga war die sechzehnte Spielzeit der höchsten bayerischen Handballliga, die unter dem Dach des „Bayerischen Handballverbandes“ (BHV) organisiert wurde und als dritthöchste Spielklasse im deutschen Ligensystem eingestuft war.

## Saisonverlauf

Bereich des „Bayer. Handballverbandes“ (BHV)

Meister und Aufsteiger zur Regionalliga Süd war der VfL Günzburg. Absteigen musste der TV 1848 Erlangen.

### Modus
Es wurde eine Hin- und Rückrunde gespielt. Platz eins war der Bayerische Meister mit Teilnahmerecht an den Aufstiegsspielen zur Regionalliga Süd 1974/75. Die Plätze neun und zehn  mussten als Absteiger den Weg in die untergeordnete Landesverbandsliga antreten.

### Teilnehmer
An der Bayernliga 1973/74 nahmen 10 Mannschaften teil. Neu in der Liga waren der Absteiger aus der Regionalliga Süd TSV 1861 Zirndorf und die Aufsteiger aus der untergeordneten Landesverbandsliga Bayern VfL Günzburg  und der TusPo Nürnberg. Nicht mehr dabei war der Absteiger ASV Rothenburg aus der Vorsaison.
| - VfL Günzburg (Aufsteiger) - TSV 1861 Zirndorf (Absteiger) - Post SV Regensburg - Regensburger TS - TG 1848 Würzburg | - TSV München-Ost (Titelverteidiger) - TB 1888Erlangen - Tuspo Nürnberg (Aufsteiger) - TV 1848 Erlangen - TSV 1880 München |  |

### Abschlusstabelle
|     | Mannschaft            | Spiele | Punkte |
| --- | --------------------- | ------ | ------ |
| 1.  | VfL Günzburg (N)      | 18     | 25:11  |
| 2.  | TG 1848 Würzburg      | 18     | 25:11  |
| 3.  | TB 1888 Erlangen      | 18     | 23:13  |
| 4.  | Regensburger TS       | 18     | 22:14  |
| 5.  | Post SV Regensburg    | 18     | 22:14  |
| 6.  | TSV München-Ost (M)   | 18     | 19:12  |
| 7.  | TSV 1861 Zirndorf (A) | 18     | 15:21  |
| 8.  | TuSpo Nürnberg (N)    | 18     | 13:23  |
| 9.  | TSV 1880 München      | 18     | 12:24  |
| 10. | TV 1848 Erlangen      | 18     | 4:32   |

(N) = Neu in der Liga (Aufsteiger) (A) = Neu Absteiger (M) = Meister 

 Meister, Teilnehmer an den Aufstiegsspielen zur RL-Süd
 „Für die Bayernliga 1975/76 qualifiziert“
 „Absteiger“

### Aufstiegsspiele zur Regionalliga Süd
| Platz | Mannschaft          | Landesverband |
| ----- | ------------------- | ------------- |
| 1.    | VfL Günzburg        | Bayern        |
| 2.    | TG 1848 Donzdorf    | Württemberg   |
| 3.    | TuS Schutterwald    | Südbaden      |
| 4.    | TSV 1895 Oftersheim | Baden         |

 Aufsteiger zur Handball-Regionalliga Süd 1974/75

## Handball-Bayernliga (Frauen) 1973/74
- Bayerischer Meister  DJK Sportbund München-Ost
- Regionalliga-Aufsteiger DJK Sportbund München-Ost